# 完全理性
在經濟學和賽局理論裡，參與者有時會被認為是完全理性（英語：Perfect rationality）的；亦即，他們總是會以效用極大化的方式行動，以及總是能夠對任意複雜的過程進行推論。他們總是能夠思考所有可能的結果，並且選擇對他們來說明顯是最好可能的方式行動。
完全理性和超級理性不同之處在於，完全理性的人總是會遵行優勢策略，即玩家從不會在決策時考慮其他玩家對他們的決定會如何回應。完全理性的人是完全的個人主義者。

## 另見
- 理性
- 理性選擇理論
- 超級理性
- 經濟人
- 有限理性
- 動態不一致